# Hymne
Een hymne (Grieks: ὕμνος, húmnos) is een verheven lofzang of loflied op een bepaald onderwerp (zoals een land, God of een godheid, of een gebeurtenis zoals de Olympische Spelen). Hymnen kunnen zowel wereldlijk als geestelijk van aard zijn.
Is het onderwerp minder verheven van aard, dan spreekt men eerder van een ode. Veel volksliedjes hebben weliswaar kenmerken (in vorm en inhoud) van een hymne, zoals het Drentse volksliedje "Mijn Drenthe", maar zijn vanwege het minder verheven karakter eerder odes dan hymnes.

## Klassieke oudheid
In de klassieke oudheid was de hymne een plechtige lofzang, meestal begeleid door een kithara. In de liederen werden helden, goden of de natuur verheerlijkt. De kunstige, lyrische verzen werden, naar het voorbeeld van de Homerische hymnen, oorspronkelijk opgebouwd uit dactylische hexameters, later uit distichons.
Ook andere antieke of oude culturen kenden hymnen, zoals de Oud Egyptische Hymne voor Aton, de Hurritische Hymne op Nikkel, de Hindoeïstische Veda's en de Goeroe Granth Sahib van de Sikhs.

## Christendom

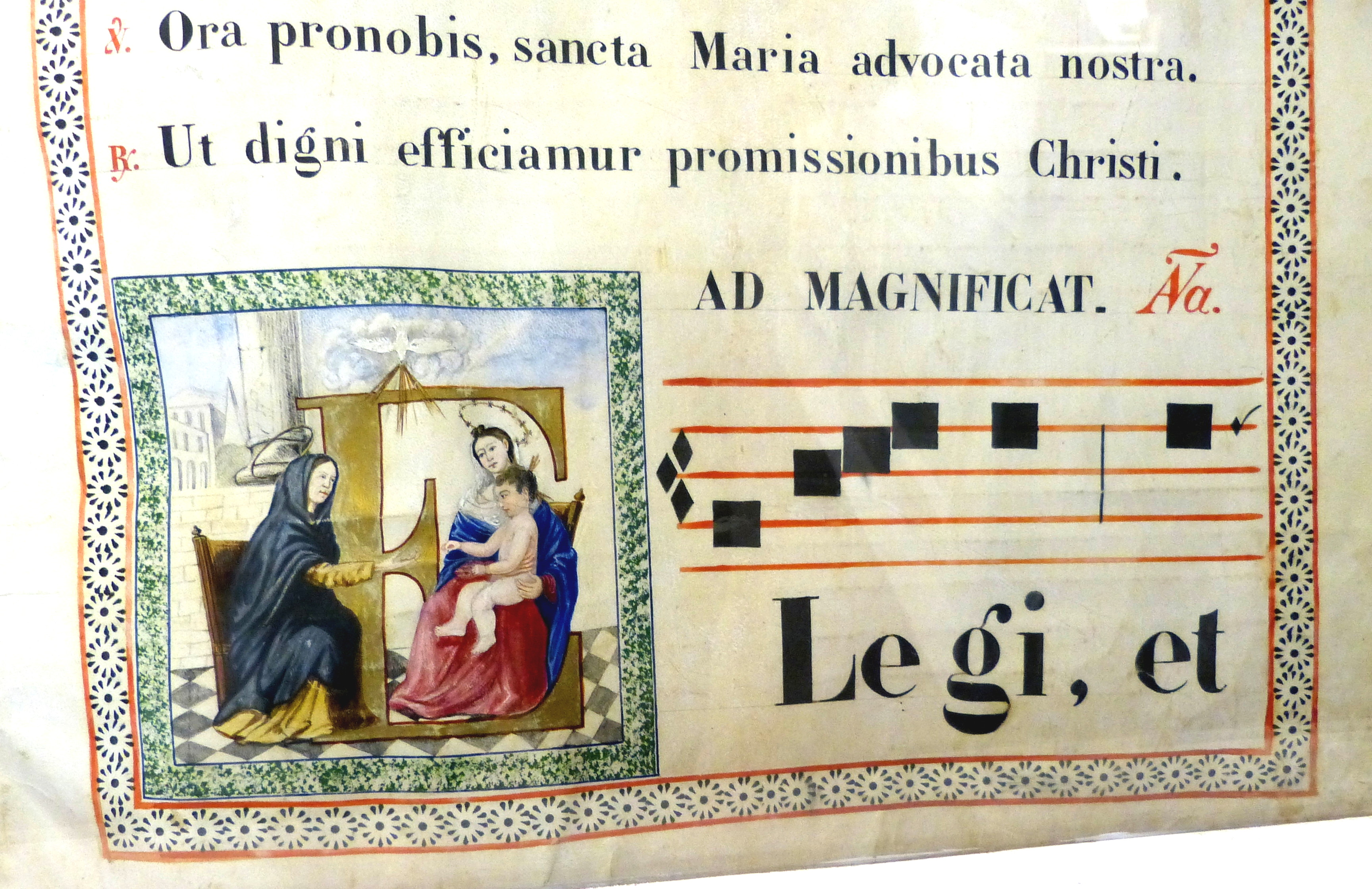
Handschrift van het Magnificat in het Museo Diocesano de Arte Sacro te Las Palmas de Gran Canaria

In het vroege christendom wordt verwezen naar de joodse traditie van het zingen van lofliederen (Matteüs 26:30; Marcus 14:26; Jakobus 5:13). Het zingen van lofliederen komt vaak voor in de Hebreeuwse Bijbel (bijvoorbeeld in 2 Samuel 22:50). Verschillende psalmen zijn lofliederen of verwijzen ernaar (Psalm 18:50; 26:7; 34:3; 95:2; 100:4; 145:1). Ook andere delen van de Hebreeuwse Bijbel worden beschouwd als loflied (zoals Spreuken 31 en Jesaja 12). Deze lofliederen volgen echter niet de vorm en opbouw van de Griekse en Romeinse hymnen.
De vroegste christelijke hymne die het klassieke model (min of meer) volgde, staat in Kolossenzen 1:15-20. Christenen worden in het Nieuwe Testament gemaand tot het zingen van psalmen en hymnen (Kolossenzen 3:16; Efeziërs 5:19), maar het is niet bekend wanneer dit gebruikelijk werd voor de eredienst en het zingen van hymnen een vast onderdeel werd van de liturgie.
De hymnus, een geestelijk lied, gaat terug tot de 4e eeuw en is mogelijk van Syrische oorsprong. De hymnes zijn strofisch opgebouwd en gewoonlijk op syllabische wijze gezet. Ze zijn geschreven voor verschillende gelegenheden en bijeengebracht in bundels genaamd Hymnaria.
De bekendste christelijke hymnen zijn het Magnificat en het Te Deum. Hedendaagse componisten borduurden voort op deze modellen, zoals Benjamin Britten in zijn Hymn to St Peter en A hymn to the Virgin.

## Moderne tijd
In de Moderne tijd is de Olympische hymne een bekend voorbeeld van een hymne.

### Nationale hymnen
Veel landen kennen nationale hymnen: patriottische liederen, die met name opgang vonden in de 19e eeuw onder invloed van de hoogtijdagen van het nationalisme. Naast het officiële volkslied van een land kan een land ook nog andere nationale hymnes hebben. Een nationale hymne bezingt - meest in strofische verzen - de eigen aard, schoonheid, geschiedenis en deugden van het desbetreffende volk. Een voorbeeld van een Nederlandse nationale hymne (het volkslied) is het Wilhelmus.